# Бетрина (джерело)
Джерело Бетрина (рум. Izvorul Bătrâna або рум. Ponorul Izei) - пам'ятка природи в Румунії, природоохоронна територія національного значення, яка відповідає категорії МСОП ІІІ (природний гідрогеологічний заповідник), розташована в жудеці Марамуреш, на адміністративній території комуни Мойсей.

## Місце
Природна територія розташована у південно-східній частині жудецу Марамуреш, у східній частині гір Родна (належить до північної групи Східних Карпат), на південному сходні території села Мойсей. 

## Опис
Природоохоронний статус надано відповідно до Закону № 5 від 6 березня 2000 р. Опубліковано в Офіційному віснику Румунії № 152 від 12 квітня 2000 р.  (щодо затвердження Національного плану територіального планування - розділ III - заповідні території) і займає площу 0,50 га  . 